# Grupos Especiais
Die Grupos Especiais (GE, Portugiesisch: Spezialgruppen) waren eine paramilitärische Spezialeinheit, die von 1966 bis 1974 im Portugiesischen Kolonialkrieg eingesetzt wurden. Die GE waren ursprünglich nicht Teil der Streitkräfte, wurden jedoch von deren Offizieren, die in der Regel eine Comando-Ausbildung besaßen, geführt. Die GE setzten sich ausschließlich aus Eingeborenen zusammen und wurden ausschließlich für Counterinsurgency-Einsätze in den Kolonien Angola und Mosambik verwandt. Später wurden auch GE für Fallschirmjägereinsätze aufgestellt, die Grupos Especiais Páraquedistas (GEP), die nur in Mosambik zum Einsatz kamen. 

## Geschichte
Die GE/GEP setzten sich aus Überläufern der Befreiungsbewegungen wie der MPLA oder UNITA, lokalen Freiwilligen und von den Portugiesen gefangenen genommenen Mitgliedern der Befreiungsbewegungen, die zur Kooperation bereit waren, zusammen. Sie waren nicht Teil der Armee oder der Luftstreitkräfte. Hintergrund der Aufstellung dieser Gruppen war die „Afrikanisierung“ des Kolonialkriegs, da die portugiesischen Streitkräfte unter erheblichem Personalmangel litten. Die GE setzten sich in der Regel aus den Angehörigen einer ethnischen Gruppierung zusammen und erhielten eine Ausbildung nach Art der 1962 aufgestellten portugiesischen Comandos. Die Mitglieder der GEP wurden analog zu den Fallschirmjägern ausgebildet.
Beide Gruppen operierten in der Regel in Zugstärke. Die GPE waren im Batalhão de Grupos Especiais Páraquedistas zusammengefasst, während die GE je nach Einsatzlage regulären Einheiten zugeteilt wurden. Als Standarduniform trugen die GE einen schwarzen Kampfanzug mit einem gelben Barett, nutzten aber im Einsatz auch Tarnanzüge der Streitkräfte. Die GEP trug den Standardkampfanzug der Fallschirmjäger mit einem bordeauxfarbenen Barett, ihre Gesamtstärke betrug 1974 840 Mann.  
1973 wurde ein Generalkommando der GE etabliert. 1974 existierten 84 GE und 12 GEP in Mosambik mit 7.700 Mitgliedern und 99 GE mit 3.069 Angehörigen in Angola. Die ursprünglich rein europäischen Unteroffiziere und Offiziere wurde nach und nach durch Afrikaner ersetzt.